# Арбатский переулок
Арба́тский переу́лок (в 1923—1952 — Годеи́новский переулок, ранее — Годеи́нский переулок) — переулок в Центральном административном округе города Москвы на территории района «Арбат». Пролегает с юга на север и соединяет улицы Арбат и Новый Арбат.

## Происхождение названия
Получил название 25 января 1952 года по улице Арбат, к которой примыкает. Ранее носил название Годеиновский (с 1923 года) и Годеинский (XIX век) по фамилии местного домовладельца конца XVIII века П. П. Годеина, подполковника, пристава Московской управы благочиния, отца Павла и Николая Петровичей Годеин.

## Здания и сооружения
По нечётной стороне:
По чётной стороне:
- № 6/2 — Доходный дом (1880-е — 1890-е, архитектор И. И. Поздеев), объект культурного наследия регионального значения[4].

## Транспорт
- Станции метро «Арбатская» (Филёвская линия) и «Арбатская» (Арбатско-Покровская линия).